# 粉软卧孔菌属
粉软卧孔菌属（学名：Poriodontia）为裂孔菌科的一个属。

## 物种
本属包括以下物种：
- 粉软卧孔菌 Poriodontia subvinosa Parmasto[1]